# Silo-Einfahrhose
Eine Silo-Einfahrhose ist eine Spezialhose, die bei Arbeiten in Siloanlagen zur Sicherung des Personals eingesetzt wird. 

## Funktion
Eine Silo-Einfahrhose ist eine Hose, die als Overall über der eigenen Hose getragen wird. Sie wird mit einem Karabinerhaken gesichert, der mit einem Kran verbunden werden kann. Im Falle der Entwicklung von giftigen Dämpfen kann der Arbeiter schnell aus dem Gefahrenbereich entfernt werden. Damit dient sie der Arbeitssicherheit.

## Einführung
Sie wurde in Zusammenarbeit mit der Berufsgenossenschaft der Bauwirtschaft entwickelt und durch die Prüfstelle des Fachausschusses Bau geprüft. Grund für die Entwicklung war, Unfälle beim Befahren von Silos und Silozellen mit der Sicherungsart zu reduzieren. Damit sind Unfälle in Silos und Silozellen weitgehend ausgeschlossen, weil die Hose mit einem Kran oder einer sonstigen Hebevorrichtung fest verbunden ist. Durch diese Art der Sicherung kann sich die eingefahrene Person im Silo ungehindert bewegen und arbeiten. Das größenverstellbare Spezial-Kleidungsstück ist aus besonders starkem blauem Doppelpilotgewebe hergestellt und ist fast für alle Körpergrößen verfügbar. Sie bildet eine Einheit mit einem sinnvoll verlaufenden Gurtsystem aus starkem Nylon-Gurtband. Die Gurte laufen innen um die mit der Hose verbundenen Schuhe herum und bilden somit eine tragende Einheit mit dem gesamten Gurt- und Seilsystem. Die Schuhe sind mit Profilsohlen ausgerüstet.